# Heinrich II. (Österreich)

Statue im Heeresgeschichtlichen Museum.

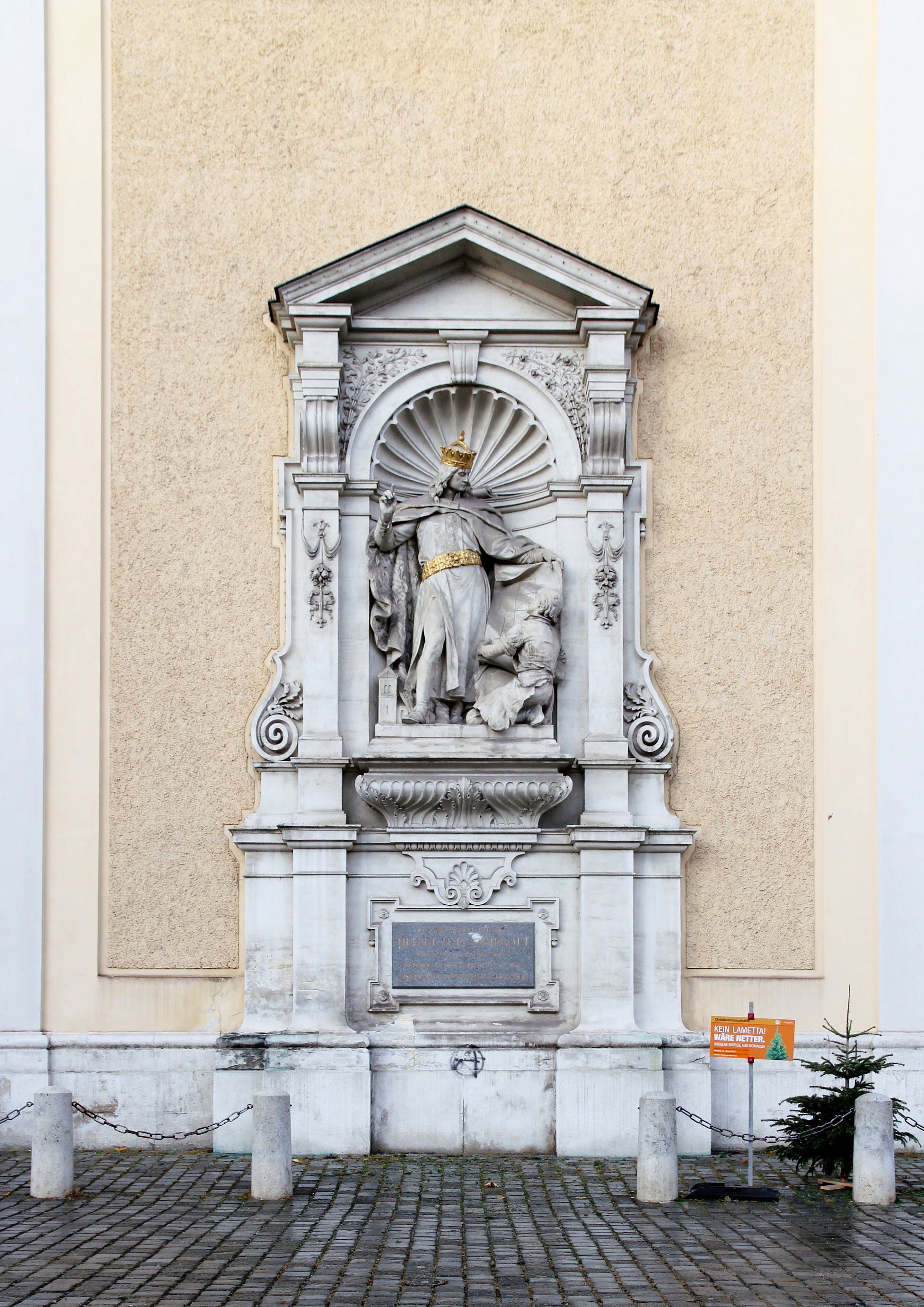
Denkmal für Jasomirgott, den Gründer des Schottenstiftes in Wien, an der südseitigen Außenwand der Stiftskirche.

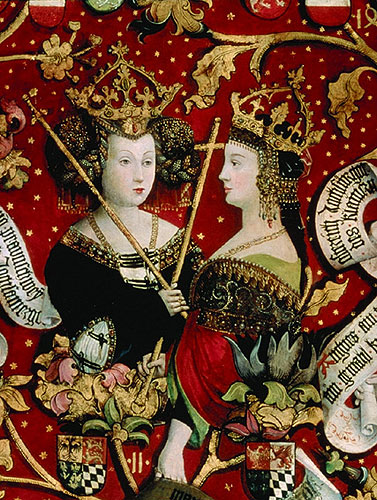
Gertrud (Gertraud), Tochter Kaiser Lothars, und Theodora, Nichte des byzantinischen Kaisers Manuel Komnenos. Erste und zweite Ehefrau von Heinrich II. (Ausschnitt aus dem Babenberger-Stammbaum, Stift Klosterneuburg)

Heinrich II., genannt Jasomirgott (* 1107; † 13. Jänner 1177 in Wien), aus dem Geschlecht der Babenberger war Pfalzgraf bei Rhein (1140–1141), Markgraf von Österreich (1141–1156), Herzog von Bayern (1141 oder 1143–1156) und Herzog von Österreich (1156–1177). Er war ein Sohn des Markgrafen Leopold III. und der Salierin Agnes von Waiblingen, Tochter Kaiser Heinrichs IV. und Schwester Kaiser Heinrichs V.
Heinrichs ältere Halbbrüder aus der ersten Ehe seiner Mutter waren die Staufer Friedrich II. der Einäugige, Herzog von Schwaben und Vater des späteren Kaisers Friedrich I. Barbarossa, und der römisch-deutsche König Konrad III. Sein jüngerer Bruder Leopold IV. wurde noch vor ihm Markgraf, seine anderen jüngeren Brüder waren der bedeutende Chronist und Bischof von Freising, Otto von Freising, und der Erzbischof von Salzburg und Bischof von Passau, Konrad II. von Babenberg.
Der Babenberger Herzog war in erster Ehe vom 1. Mai 1142 bis 18. April 1143 mit Gertrud verheiratet, der einzigen Tochter Kaiser Lothars III. Seine zweite Ehe schloss er 1148 mit Theodora Komnena, einer Nichte des byzantinischen Kaisers Manuel I. Beide Ehen belegen die damalige Bedeutung des Geschlechts der Babenberger in Mitteleuropa.

## Leben
Heinrich war der zweite von sechs Söhnen des Markgrafen Leopold III., aber der erste, den dieser mit Agnes von Waiblingen, der Schwester des letzten Salierkönigs, Heinrichs V., hatte.
Als sein Vater starb, folgte ihm Heinrichs jüngerer Bruder Leopold IV. als Markgraf von Österreich. Dies ist zunächst erstaunlich, war er doch nur der dritte Sohn Leopolds III, Adalbert, der älteste Sohn, war allerdings kein Sohn der Kaisertochter Agnes, die ihren Einfluss für einen ihrer eigenen Söhne einsetzte. Warum sie dies nicht für Heinrich, den zweiten Sohn tat, sondern für Leopold, ist unklar. Man vermutet, dass Heinrich sich zum Zeitpunkt, als sein Vater starb, nicht in der Markgrafschaft aufhielt, sondern am Rhein, wo er das salische Erbgut seiner Mutter verwaltete. Möglicherweise war zuerst Adalbert als Ältester als Nachfolger Leopolds III. bestimmt, wodurch die Betrauung Heinrichs mit der rheinischen Präsenz der Babenberger keine Zurücksetzung war.

### Pfalzgraf am Rhein und Herzog von Bayern
Im April 1140 belehnte König Konrad III. seinen Halbbruder Heinrich mit der vakanten Pfalzgrafschaft bei Rhein, um die Kontrolle über die vormals salischen Erbgüter am Mittelrhein in treue Hände zu legen. Ein Pfalzgraf hatte umfassende Rechte wie etwa die Ernennung von Grafen und war daher beinahe einem Herzog gleichgestellt. Heinrich konnte dieses Amt aber nur kurz ausüben, denn schon im Oktober 1141 starb sein kinderlos gebliebener Bruder Leopold IV., woraufhin Heinrich ihm als Herzog von Bayern und Markgraf von Österreich folgte. Leopold IV. war im Frühjahr 1139 das Herzogtum Bayern übertragen worden, nachdem es König Konrad III. Heinrich dem Stolzen aberkannt hatte, weil dieser ihn nicht anerkannt hatte. Heinrich residierte dann in Regensburg, der damaligen Hauptstadt Bayerns. Mit dem Pfalzgrafenamt belehnte der König nun seinen Schwager Hermann von Stahleck.
Im Mai 1142 heiratete Heinrich die etwa 26-jährige Gertrud von Sachsen, die einzige Tochter von Kaiser Lothar III., außerdem Witwe von Heinrich dem Stolzen. Sie starb am 18. April 1143 bei der Geburt des ersten Kindes mit Heinrich.

### Teilnahme am Zweiten Kreuzzug
1147 nahm Heinrich als Herzog von Bayern am Zweiten Kreuzzug teil. Er lieh sich von mehreren Klöstern Geld, bestellte seinen jüngeren Bruder Konrad zum „Landesverweser“ und schloss sich im Mai 1147 dem Zug von König Konrad III. an, der zunächst von Regensburg aus die Donau entlang Richtung Wien und dann weiter nach Ungarn zog. Heinrich blieb während des Kreuzzuges immer in der Gesellschaft von Konrad III.
Am 26. Oktober 1147 endete der Kreuzzug am Fluss Tembris in Kleinasien mit einer Katastrophe. Nur wenige Ritter konnten sich durch schnelle Flucht retten, darunter Heinrich II. und auch der junge Ritter Friedrich von Schwaben, der spätere deutsche König und Kaiser Friedrich I. Barbarossa. Heinrich heiratete auf der Heimreise nach Regensburg am Ende des Jahres 1148 die byzantinische Prinzessin und Nichte des byzantinischen Kaisers Manuel I., Theodora Komnena. Später wird ihr Heinrich im Privilegium Minus hohe Rechte zubilligen, die ausdrücklich nach ihrem „Einverständnis“ verlangen.

### Das Herzogtum Österreich
In den 1130er Jahren hatte Heinrich der Stolze einen Konflikt mit König Konrad III. 1138 entzog Konrad ihm das Herzogtum Bayern und gab es an die Babenberger weiter. Der neue Kaiser Friedrich I. versuchte, einen Ausgleich mit den Welfen zu finden und belehnte 1156 den Sohn Heinrichs des Stolzen, Heinrich den Löwen, mit Bayern. Nun musste für den Babenberger ein Ersatz gefunden werden: Die Entschädigung war das Privilegium Minus, durch das Österreich ein von Bayern unabhängiges selbständiges Herzogtum wurde.
Anders als sein Vater, der meist in Klosterneuburg regierte, erhob Heinrich 1145 Wien zu seiner Residenz. Erst durch diesen Akt konnte Wien Städte wie Krems, Melk oder Klosterneuburg überflügeln und blieb seither ununterbrochen die Hauptstadt des Landes. 1147 wurde der erste Vorgängerbau des heutigen Stephansdoms fertiggestellt und am 8. Juni als sichtbares Zeichen der neuen Bedeutung der Stadt geweiht. Die kleine, romanische Stephanskirche stand damals noch außerhalb der Stadtmauern. 1155 stiftete Heinrich in unmittelbarer Nähe seines 1155/56 erbauten Sitzes Am Hof das Schottenkloster in Wien, wo er auch begraben wurde.

### Tod

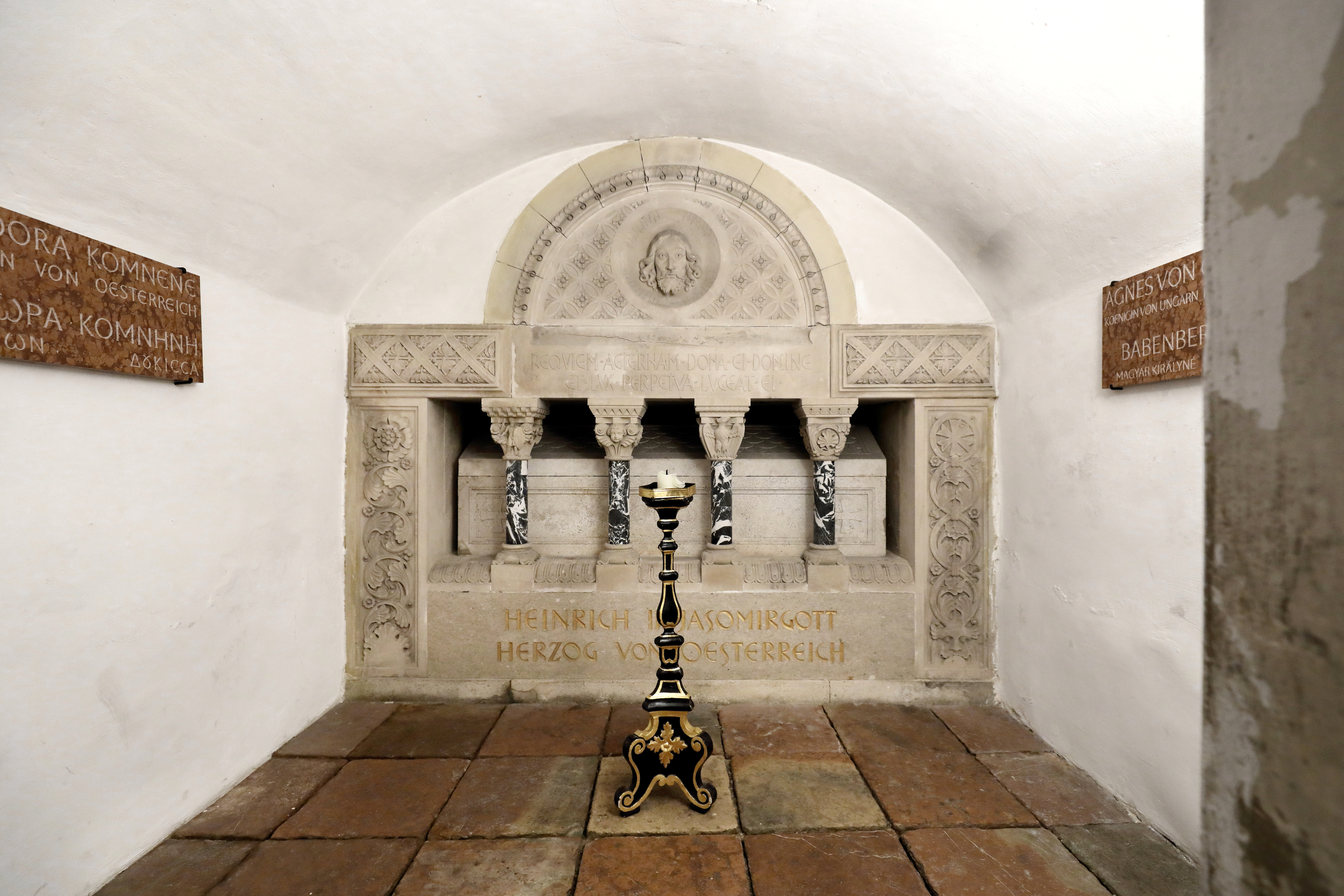
Heinrichs Sarkophag in der Krypta der Schottenkirche

Ende November 1176 erlitt Heinrich bei Melk einen Unfall, als eine morsche Holzbrücke unter seinem Pferd durchbrach, wobei er sich einen offenen Schenkelhalsbruch zuzog, an dessen Folgen er am 13. Jänner 1177 in Wien verstarb. Er wurde seinem letzten Wunsch entsprechend in einem Hochgrab in der Schottenkirche beigesetzt, das allerdings den verschiedenen Um- und Neubauten der Kirche zum Opfer fiel. Seit dem 19. Jahrhundert befindet sich sein Grab in der Krypta des Schottenstifts. In einem neoromanischen Sarkophag liegt er dort gemeinsam mit seiner Frau Theodora Komnena und seiner Tochter Agnes, Königin von Ungarn. An der Außenwand der Schottenkirche befindet sich heute eine Statue von Heinrich.

## Nachkommen
Aus seiner ersten Ehe mit Gertrud von Sachsen hatte er eine Tochter:
- Richardis (Richenza)[6], ⚭ Heinrich V. Landgraf von Steffling.

Aus seiner zweiten Ehe mit Theodora Komnena hatte er eine Tochter und zwei Söhne:
- Agnes (* um 1154, † 1182), ⚭ (1) 1168 Stephan III. ungarischer König (1161–1172) aus dem Haus der Árpáden, ⚭ (2) Hermann II. von Spanheim, Herzog von Kärnten († 1181);
- Leopold V., Herzog von Österreich (1177–1194), Herzog von Steiermark (1192–1194), ⚭ 1172 Ilona (Helene) von Ungarn, (* 1158; † 25. Mai 1199), Tochter des ungarischen Königs Géza II.;
- Heinrich von Österreich, Herzog von Mödling (* 1156, † 11. September 1223), Vogt des Stiftes Sankt Emmeram in Regensburg, ⚭ 1179 Richza (Richsa) von Böhmen, († 19. April 1182), Tochter des böhmischen Königs Vladislav II.

## Bedeutung des Beinamens
Der Beiname Jasomirgott kam im 13. Jahrhundert in der Form Jochsamergott auf. Das erste Mal erscheint dieser Beiname in einem kurzen Text, dem „Auctarium vinobonense“, der vermutlich aus den Melker Annalen entstanden ist. Dort verweist man auf Heinrich mit „genannt Ioch so mir got“.
Die genaue Bedeutung ist ungeklärt. Teilweise wird sie mit der mittelhochdeutschen joch sam mir got (helfe), ja, wie mir Gott helfen soll, erklärt. Das entspricht der Schwurformel „so wahr mir Gott helfe“. Nach einer anderen Theorie entstand der Beiname aus einem verballhornten arabischen Spruch, den Heinrich II. auf dem Zweiten Kreuzzug kennengelernt hatte. Um welchen arabischen Spruch oder Gebetsformel es sich dabei handelt, kann jedoch nicht exakt bestimmt werden.
Der arabische Chronist Ibn el Furât spricht von einem „Jâsan elkund Harrî“, einem Graf Heinrich mit dem Beinamen Jâsan.
Des Weiteren schreibt Helmut Hanko von einer frei erfundenen Anekdote, die sich in Jans Enikels Fürstenbuch findet:
„Heinrich sendet nach Wien um kostbare Felle für einen prächtigen Pelz, mit dem er vor dem Kaiser auftreten will. Der Bote jedoch missversteht den Auftrag und bringt ein Ochsenfell mit. Da sagt Heinrich zum Kaiser: Herre wer ez nicht ewr spot ich tet ez es ioch sammir got …“
Nach Heinrich II. ist die dem Haupttor des Stephansdoms gegenüberliegende Jasomirgottstraße benannt. Im Schottenstift gibt es den Heinrich-Jasomirgott-Brunnen. Für den Wiener Rathausplatz schuf Franz Melnitzky eine Statue des Herzogs.

## Rezeption
Durch die kaiserliche Entschließung von Franz Joseph I. vom 28. Februar 1863 wurde Heinrich II. in die Liste der „berühmtesten, zur immerwährenden Nacheiferung würdiger Kriegsfürsten und Feldherren Österreichs“ aufgenommen. Hierzu wurde auch eine lebensgroße Statue Heinrichs in der Feldherrenhalle des damals neu errichteten k.k. Hofwaffenmuseums (heute: Heeresgeschichtliches Museum Wien) aufgestellt. Die Statue wurde 1872 vom Bildhauer Johann Pertscher (1837–1872) aus Carrara-Marmor geschaffen, gewidmet wurde sie von Kaiser Franz Joseph selbst.